# Nagy-Britannia az 1984. évi téli olimpiai játékokon
Nagy-Britannia a jugoszláviai Szarajevóban megrendezett 1984. évi téli olimpiai játékok egyik részt vevő nemzete volt. Az országot az olimpián 7 sportágban 50 sportoló képviselte, akik összesen 1 érmet szereztek.

## Érmesek
| Érem  | Versenyző                      | Sportág     | Versenyszám |
| ----- | ------------------------------ | ----------- | ----------- |
| Arany | Jayne Torvill Christopher Dean | Műkorcsolya | Jégtánc     |

## Alpesisí
Férfi
| Versenyző        | Versenyszám      | 1. futam      | 1. futam      | 2. futam | 2. futam | Összesítés | Összesítés |
| Versenyző        | Versenyszám      | Idő           | Hely.         | Idő      | Hely.    | Idő        | Helyezés   |
| ---------------- | ---------------- | ------------- | ------------- | -------- | -------- | ---------- | ---------- |
| Graham Bell      | Lesiklás         |               |               |          |          | 1:50,06    | 32.        |
| Martin Bell      | Lesiklás         |               |               |          |          | 1:48,00    | 18.        |
| Martin Bell      | Óriás-műlesiklás | 1:28,42       | 34.           | 1:28,08  | 33.      | 2:56,50    | 32.        |
| Frederick Burton | Lesiklás         |               |               |          |          | 1:51,15    | 37.        |
| Frederick Burton | Óriás-műlesiklás | 1:30,32       | 42.           | 1:30,23  | 38.*     | 3:00,55    | 39.        |
| David Mercer     | Műlesiklás       | nem ért célba | nem ért célba | kiesett  | kiesett  | kiesett    | kiesett    |
| David Mercer     | Óriás-műlesiklás | 1:27,81       | 33.           | 1:28,83  | 34.      | 2:56,64    | 33.        |
| Connor O'Brien   | Lesiklás         |               |               |          |          | 1:50,36    | 33.        |
| Nicholas Wilson  | Műlesiklás       | 57,33         | 27.           | 54,75    | 16.      | 1:52,08    | 16.        |
| Nicholas Wilson  | Óriás-műlesiklás | 1:29,26       | 37.           | 1:30,23  | 38.*     | 2:59,49    | 38.        |

Női
| Versenyző   | Versenyszám | 1. futam      | 1. futam      | 2. futam | 2. futam | Összesítés    | Összesítés    |
| Versenyző   | Versenyszám | Idő           | Hely.         | Idő      | Hely.    | Idő           | Helyezés      |
| ----------- | ----------- | ------------- | ------------- | -------- | -------- | ------------- | ------------- |
| Lesley Beck | Műlesiklás  | nem ért célba | nem ért célba | kiesett  | kiesett  | kiesett       | kiesett       |
| Clare Booth | Lesiklás    |               |               |          |          | nem ért célba | nem ért célba |

* - egy másik versenyzővel azonos eredményt ért el

## Biatlon
| Versenyző                                              | Versenyszám      | Lövőhiba | Időeredmény | Helyezés |
| ------------------------------------------------------ | ---------------- | -------- | ----------- | -------- |
| Graeme Ferguson                                        | 10 km sprint     | 4        | 35:37,3     | 44.      |
| Trevor King                                            | 10 km sprint     | 5        | 36:34,4     | 51.      |
| Charles MacIvor                                        | 20 km egyéni     | 7        | 1:23:37,5   | 37.      |
| Anthony McLeod                                         | 20 km egyéni     | 8        | 1:25:34,5   | 44.      |
| Jim Wood                                               | 10 km sprint     | 2        | 33:40,2     | 26.      |
| Jim Wood                                               | 20 km egyéni     | 4        | 1:18:55,8   | 14.      |
| Jim Wood Patrick Howdle Anthony McLeod Charles MacIvor | 4 × 7,5 km váltó | 0        | 1:46:17,2   | 12.      |

## Bob
| Versenyző                                            | Versenyszám | 1. futam | 1. futam | 2. futam | 2. futam | 3. futam | 3. futam | 4. futam | 4. futam | Összesítés | Összesítés |
| Versenyző                                            | Versenyszám | Idő      | Hely.    | Idő      | Hely.    | Idő      | Hely.    | Idő      | Hely.    | Idő        | Helyezés   |
| ---------------------------------------------------- | ----------- | -------- | -------- | -------- | -------- | -------- | -------- | -------- | -------- | ---------- | ---------- |
| Tom De La Hunty Peter Lund                           | Kettes      | 53,17    | 18.      | 53,34    | 18.      | 53,53    | 27.      | 53,09    | 19.      | 3:33,13    | 21.        |
| Gomer Lloyd Peter Brugnani                           | Kettes      | 52,80    | 14.      | 52,73    | 9.*      | 52,26    | 10.      | 52,57    | 13.      | 3:30,36    | 10.        |
| Michael Pugh Tony Wallington Corrie Brown Mark Tout  | Négyes      | 51,52    | 21.      | 51,84    | 20.      | 51,68    | 20.      | 51,89    | 21.      | 3:26,93    | 20.        |
| Gomer Lloyd Howard Smith Gus McKenzie Peter Brugnani | Négyes      | 51,15    | 17.      | 51,11    | 10.      | 51,44    | 13.      | 51,64    | 18.      | 3:25,34    | 15.        |

* - egy másik csapattal azonos eredményt ért el

## Gyorskorcsolya
Férfi
| Versenyző    | Versenyszám | Eredmény | Helyezés |
| ------------ | ----------- | -------- | -------- |
| Bryan Carbis | 1500 m      | 2:13,25  | 39.      |
| Bryan Carbis | 5000 m      | 8:01,44  | 41.      |

## Műkorcsolya
| Versenyző                | Versenyszám  | Kötelező elemek   | Kötelező elemek | Kötelező elemek | Rövid program     | Rövid program | Rövid program | Kűr               | Kűr   | Kűr         | Összesítés         | Összesítés |
| Versenyző                | Versenyszám  | Több. hely. száma | Hely.           | Hely. pont.     | Több. hely. száma | Hely.         | Hely. pont.   | Több. hely. száma | Hely. | Hely. pont. | Helyezési pontszám | Helyezés   |
| ------------------------ | ------------ | ----------------- | --------------- | --------------- | ----------------- | ------------- | ------------- | ----------------- | ----- | ----------- | ------------------ | ---------- |
| Paul Robinson            | Férfi egyéni | 5×20+             | 21.             | 12,6            | 5×20+             | 20.           | 8,0           | 9×22+             | 22.   | 22,0        | 42,6               | 22.        |
| Susan Jackson Wagner     | Női egyéni   | 8×19+             | 19.             | 11,4            | 5×17+             | 17.           | 6,8           | 8×15+             | 15.   | 15,0        | 33,2               | 17.        |
| Susy Garland Ian Jenkins | Páros        |                   |                 |                 | 6×12+             | 12.           | 4,8           | 9×14+             | 14.   | 14,0        | 18,8               | 14.        |

| Versenyző                       | Versenyszám | Kötelező tánc     | Kötelező tánc | Kötelező tánc | Eredeti (original) tánc | Eredeti (original) tánc | Eredeti (original) tánc | Kűr               | Kűr   | Kűr         | Összesítés         | Összesítés |
| Versenyző                       | Versenyszám | Több. hely. száma | Hely.         | Hely. pont.   | Több. hely. száma       | Hely.                   | Hely. pont.             | Több. hely. száma | Hely. | Hely. pont. | Helyezési pontszám | Helyezés   |
| ------------------------------- | ----------- | ----------------- | ------------- | ------------- | ----------------------- | ----------------------- | ----------------------- | ----------------- | ----- | ----------- | ------------------ | ---------- |
| Jayne Torvill Christopher Dean  | Jégtánc     | 9×1+              | 1.            | 0,6           | 9×1+                    | 1.                      | 0,4                     | 9×1+              | 1.    | 1,0         | 2,0                |            |
| Karen Barber Nicky Slater       | Jégtánc     | 8×6+              | 5.            | 3,0           | 8×6+                    | 6.                      | 2,4                     | 7×6+              | 6.    | 6,0         | 11,4               | 6.         |
| Wendy Sessions Stephen Williams | Jégtánc     | 8×12+             | 12.           | 7,2           | 5×11+                   | 11.                     | 4,4                     | 5×11+             | 11.   | 11,0        | 22,6               | 11.        |

## Sífutás
Férfi
| Versenyző                                          | Versenyszám     | Eredmény  | Helyezés |
| -------------------------------------------------- | --------------- | --------- | -------- |
| Stephen Daglish                                    | 30 km           | 1:44:04,3 | 58.      |
| Mike Dixon                                         | 15 km           | 48:18,6   | 60.      |
| Mark Moore                                         | 15 km           | 47:03,2   | 58.      |
| Mark Moore                                         | 30 km           | 1:40:22,2 | 50.      |
| Mark Moore                                         | 50 km           | 2:36:32,8 | 44.      |
| Andrew Rawlin                                      | 30 km           | 1:41:33,9 | 52.      |
| John Spotswood                                     | 15 km           | 46:53,7   | 57.      |
| John Spotswood                                     | 30 km           | 1:42:23,3 | 54.      |
| John Spotswood                                     | 50 km           | 2:38:03,2 | 45.      |
| Martin Watkins                                     | 15 km           | 49:08,7   | 63.      |
| Mark Moore Andrew Rawlin Mike Dixon John Spotswood | 4 × 10 km váltó | 2:10:09,9 | 14.      |

Női
| Versenyző                                            | Versenyszám    | Eredmény  | Helyezés |
| ---------------------------------------------------- | -------------- | --------- | -------- |
| Carolina Brittan                                     | 5 km           | 21:44,3   | 50.      |
| Ros Coats                                            | 5 km           | 20:16,7   | 44.      |
| Ros Coats                                            | 10 km          | 38:12,2   | 45.      |
| Ros Coats                                            | 20 km          | 1:11:24,1 | 36.      |
| Lauren Jeffrey                                       | 10 km          | 40:11,2   | 48.      |
| Nicola Lavery                                        | 5 km           | 21:08,5   | 47.      |
| Nicola Lavery                                        | 10 km          | 39:05,2   | 46.      |
| Nicola Lavery                                        | 20 km          | 1:16:24,0 | 39.      |
| Doris Trueman                                        | 5 km           | 21:05,6   | 46.      |
| Doris Trueman                                        | 10 km          | 39:28,4   | 47.      |
| Lauren Jeffrey Nicola Lavery Doris Trueman Ros Coats | 4 × 5 km váltó | 1:18:36,2 | 11.      |

## Szánkó
| Versenyző      | Versenyszám | 1. futam | 1. futam | 2. futam | 2. futam | 3. futam | 3. futam | 4. futam | 4. futam | Összesítés | Összesítés |
| Versenyző      | Versenyszám | Idő      | Hely.    | Idő      | Hely.    | Idő      | Hely.    | Idő      | Hely.    | Idő        | Helyezés   |
| -------------- | ----------- | -------- | -------- | -------- | -------- | -------- | -------- | -------- | -------- | ---------- | ---------- |
| Mike Howard    | Férfi egyes | 50,415   | 30.      | 50,090   | 30.      | 48,343   | 27.      | 48,315   | 27.      | 3:17,163   | 26.        |
| Chris Prentice | Férfi egyes | 50,033   | 28.      | 50,074   | 29.      | 50,384   | 30.      | 49,283   | 29.      | 3:19,774   | 29.        |
| André Usborne  | Férfi egyes | 49,901   | 27.      | 49,853   | 28.      | 49,447   | 29.      | 48,438   | 28.      | 3:17,639   | 27.        |
| Claire Sherred | Női egyes   | 45,580   | 27.      | 45,062   | 25.      | 45,324   | 23.      | kizárták | kizárták | kiesett    | kiesett    |